# 剣舞 (プロレスラー)
剣舞（けんばい、生年月日不明 - ）は、伝統芸能「鬼剣舞」をモチーフにした日本の覆面レスラー。

## 経歴
2009年3月14日、みちのくプロレス矢巾町民総合体育館大会の対ken45°戦でデビュー。
2010年10月、プロレスリング・ノアで開催された「日テレG+Presents日テレ杯争奪ジュニアヘビー級タッグリーグ戦」にザ・グレート・サスケとタッグを組んで出場。
2011年7月、プロレスリング・ノアで開催された「日テレG+杯争奪ジュニアヘビー級タッグリーグ戦」に拳王とタッグを組んで出場。
2012年6月3日、佐藤秀&佐藤恵組に勝利してラッセと共に東北タッグ王座を獲得。8月から9月、みちのくプロレスで開催された「ふく面ワールドリーグ戦〜決勝トーナメント〜」に出場。
2013年8月17日、イギリスのプロレス団体「4FW」でピート・ダンに勝利して4FWジュニアヘビー級王座を獲得。

## 得意技
ダイビングフットスタンプ
厳鬼
廻天剣舞

## 入場曲
- Mr.Brainbust（9mm Parabellum Bullet）

## タイトル歴
- 東北ジュニアヘビー級王座
- 東北タッグ王座
- 4FWジュニアヘビー級王座